# Riversideïta
La riversideïta és un mineral de la classe dels silicats que pertany al supergrup de la tobermorita. Va ser anomenada en honor del comtat de Riverside, on va ser descoberta.

## Característiques
La riversideïta és un inosilicat de fórmula química Ca₅Si₆O16(OH)₂·2H₂O. Cristal·litza en el sistema ortoròmbic. La seva duresa a l'escala de Mohs és 3. Tant es pot trobar en forma de fibres creuant vetes, de fins a 1 cm com de forma massiva.
Segons la classificació de Nickel-Strunz, la riversideïta pertany a «09.DG - Inosilicats amb 3 cadenes senzilles i múltiples periòdiques» juntament amb els següents minerals: bustamita, ferrobustamita, pectolita, serandita, wol·lastonita, wol·lastonita-1A, cascandita, plombierita, clinotobermorita, tobermorita, foshagita, jennita, paraumbita, umbita, sørensenita, xonotlita, hil·lebrandita, zorita, chivruaïta, haineaultita, epididimita, eudidimita, elpidita, fenaksita, litidionita, manaksita, tinaksita, tokkoïta, senkevichita, canasita, fluorcanasita, miserita, frankamenita, charoïta, yuksporita i eveslogita.

## Formació i jaciments
La riversideïta es troba en intercreixements íntims amb apatita en menes tallant pedra calcària metamorfosada de contacte. Va ser descoberta a les pedreres Crestmore, al comtat de Riverside (Califòrnia, Estats Units). També ha estat descrita a Alemanya, Àustria, Israel i Romania.